# Alexander Domínguez
Alexander Domínguez (Tachina, 5 juni 1987) is een Ecuadoraans voetballer die als doelman sinds 2006 onder contract staat bij LDU Quito.

## Interlandcarrière
Domínguez werd in mei 2010 voor het eerst opgeroepen voor de nationale ploeg van Ecuador, maar het duurde tot begin 2011 alvorens hij zijn debuut maakte. Dat gebeurde onder leiding van bondscoach Reinaldo Rueda in de vriendschappelijke wedstrijd op 26 maart 2011 tegen Colombia, die Ecuador met 2–0 verloor door treffers van Fredy Guarín en Radamel Falcao. In mei 2014 werd Domínguez opgenomen in de selectie voor het wereldkampioenschap voetbal 2014 in Brazilië.
| Interlands van Alexander Domínguez voor Ecuador | Interlands van Alexander Domínguez voor Ecuador | Interlands van Alexander Domínguez voor Ecuador | Interlands van Alexander Domínguez voor Ecuador | Interlands van Alexander Domínguez voor Ecuador | Interlands van Alexander Domínguez voor Ecuador | Interlands van Alexander Domínguez voor Ecuador |
| №                                               | Datum                                           | Wedstrijd                                       | Uitslag                                         | Soort wedstrijd                                 | Doelpunten                                      |                                                 |
| Als speler bij LDU Quito                        | Als speler bij LDU Quito                        | Als speler bij LDU Quito                        | Als speler bij LDU Quito                        | Als speler bij LDU Quito                        | Als speler bij LDU Quito                        | Als speler bij LDU Quito                        |
| ----------------------------------------------- | ----------------------------------------------- | ----------------------------------------------- | ----------------------------------------------- | ----------------------------------------------- | ----------------------------------------------- | ----------------------------------------------- |
| 1.                                              | 26 maart 2011                                   | Ecuador – Colombia                              | 0 – 2                                           | Vriendschappelijk                               | 0                                               |                                                 |
| 2.                                              | 29 februari 2012                                | Ecuador – Honduras                              | 2 – 0                                           | Vriendschappelijk                               | 0                                               |                                                 |
| 3.                                              | 2 juni 2012                                     | Argentinië – Ecuador                            | 4 – 0                                           | Kwalificatie WK 2014                            | 0                                               |                                                 |
| 4.                                              | 10 juni 2012                                    | Ecuador – Colombia                              | 1 – 0                                           | Kwalificatie WK 2014                            | 0                                               |                                                 |
| 5.                                              | 15 augustus 2012                                | Ecuador – Chili                                 | 3 – 0                                           | Vriendschappelijk                               | 0                                               |                                                 |
| 6.                                              | 7 september 2012                                | Ecuador – Bolivia                               | 1 – 0                                           | Kwalificatie WK 2014                            | 0                                               |                                                 |
| 7.                                              | 11 september 2012                               | Uruguay – Ecuador                               | 1 – 1                                           | Kwalificatie WK 2014                            | 0                                               |                                                 |
| 8.                                              | 12 oktober 2012                                 | Ecuador – Chili                                 | 3 – 1                                           | Kwalificatie WK 2014                            | 0                                               |                                                 |
| 9.                                              | 16 oktober 2012                                 | Venezuela – Ecuador                             | 1 – 1                                           | Kwalificatie WK 2014                            | 0                                               |                                                 |
| 10.                                             | 21 maart 2013                                   | Ecuador – El Salvador                           | 5 – 0                                           | Vriendschappelijk                               | 0                                               |                                                 |
| 11.                                             | 26 maart 2013                                   | Ecuador – Paraguay                              | 4 – 1                                           | Kwalificatie WK 2014                            | 0                                               |                                                 |
| 12.                                             | 7 juni 2013                                     | Peru – Ecuador                                  | 1 – 0                                           | Kwalificatie WK 2014                            | 0                                               |                                                 |
| 13.                                             | 11 juni 2013                                    | Ecuador – Argentinië                            | 1 – 1                                           | Kwalificatie WK 2014                            | 0                                               |                                                 |
| 14.                                             | 10 september 2013                               | Bolivia – Ecuador                               | 1 – 1                                           | Kwalificatie WK 2014                            | 0                                               |                                                 |
| 15.                                             | 11 oktober 2013                                 | Ecuador – Uruguay                               | 1 – 0                                           | Kwalificatie WK 2014                            | 0                                               |                                                 |
| 16.                                             | 15 oktober 2013                                 | Chili – Ecuador                                 | 2 – 1                                           | Kwalificatie WK 2014                            | 0                                               |                                                 |
| 17.                                             | 15 november 2013                                | Ecuador – Argentinië                            | 0 – 0                                           | Vriendschappelijk                               | 0                                               |                                                 |
| 18.                                             | 5 maart 2014                                    | Australië – Ecuador                             | 3 – 4                                           | Vriendschappelijk                               | 0                                               |                                                 |
| 19.                                             | 15 juni 2014                                    | Zwitserland – Ecuador                           | 2 – 1                                           | WK 2014                                         | 0                                               |                                                 |
| 20.                                             | 20 juni 2014                                    | Honduras – Ecuador                              | 1 – 2                                           | WK 2014                                         | 0                                               |                                                 |

Bijgewerkt op 21 juni 2014.

## Erelijst
LDU Quito
- Campeonato Ecuatoriano

2007, 2010
1 Banguera ·
2 Guagua ·
3 Erazo ·
4 Paredes ·
5 Ibarra ·
6 Noboa ·
7 Montero ·
8 Méndez ·
9 Martínez ·
10 W. Ayoví ·
11 Caicedo ·
12 Bone ·
13 E. Valencia ·
14 Castillo ·
15 Arroyo ·
16 A. Valencia ·
17 J. Ayoví ·
18 Bagüí ·
19 Saritama ·
20 Rojas ·
21 Achilier ·
22 Domínguez ·
23 Gruezo ·
Coach: Rueda
1 Galíndez ·
2 Torres ·
3 Hincapié ·
4 Arboleda ·
5 Cifuentes ·
6 Pacho ·
7 Estupiñán ·
8 Gruezo ·
9 Preciado ·
10 Ibarra ·
11 Estrada ·
12 Ramírez ·
13 Valencia  ·
14 Arreaga ·
15 Mena ·
16 Sarmiento ·
17 Preciado ·
18 Palacios ·
19 Plata ·
20 Méndez ·
21 Franco ·
22 Domínguez ·
23 Caicedo ·
24 Reasco ·
25 Porozo ·
26 Rodríguez ·
Coach: Alfaro